# Giuseppe Sanmartino
Giuseppe Sanmartino   (Nàpols, 1720 - Nàpols, 12 de desembre de 1793) va ser un escultor italià.
És considerat com un de les més grans personalitats artístiques de l'escultura italiana del Settecento italià per l'escultura Crist Velat, realitzada en marbre per a la capella principesca de Santa Maria della Pietà, coneguda com a Capella Sansevero o Pietatella situada al costat del palau de Sangro a Nàpols. L'escultura, feta d'un sol bloc de marbre, és considerada una obra mestra de l'escultura del segle xviii europeu i una de les obres mestres més grans de l'escultura de tots els temps.
L'estàtua de Crist Velat és elaboradament artificial (l'historiador de l'art Wittkower la va etiquetar com un esforç hipertròfic) reproduint en pedra l'efecte d'un vel prim. A la mateixa capella, hi ha present l'estàtua antecedent de la "Castedat" d'Antonio Corradini (també anomenada "Modestia").
La finalització amb èxit d'aquest encàrrec li va fer guanyar a Sanmartino més encàrrecs. Aquests inclouen el grup de Sant Agustí a l'església napolitana de Sant'Agostino alla Zecca, la decoració de l'església de l'Annunziata i el monument al príncep Filipo de Nàpols, duc de Calàbria, a la basílica de Santa Chiara. També va executar una sèrie de pessebres.